# James Robert Hoffman
James Robert Hoffman (* 12. Juni 1932 in Fremont; † 8. Februar 2003 in Toledo) war Bischof von Toledo.

## Leben
James Robert Hoffman empfing am 28. Juli 1957 die Priesterweihe.
Paul VI. ernannte ihn am 18. April 1978 zum Weihbischof in Toledo und Titularbischof von Italica. Der Bischof von Toledo, John Anthony Donovan, weihte ihn am 23. Juni desselben Jahres zum Bischof; Mitkonsekratoren waren Joseph Louis Bernardin, Erzbischof von Cincinnati, und Albert Henry Ottenweller, Bischof von Steubenville.
Als Wahlspruch wählte er Omnia Omnibus. Johannes Paul II. ernannte ihn am 16. Dezember 1980 zum Bischof von Toledo.